# Orthotrichum ferrugineum
Orthotrichum ferrugineum là một loài rêu trong họ Orthotrichaceae. Loài này được Bruch ex Hook. & Grev. mô tả khoa học đầu tiên năm 1824.